# 日美驻军地位协定
日美地位协定，（日语：／ Nichibei Chiikyōtei），正式名称：日本国和美利坚合众国关于日本国和美利坚合众国根据《美日安保条约》第六条关于驻日美军设施、地区和地位的协定第二十四条的新特别措施的协定（日语：／），也称为日美驻军地位协定，是在1960年1月19日，日本与美国根据同年签订的新《美日安保条约》第6条缔结。此协定为不平等条约，确立了美国军队与军属在日本的法律地位。于1960年取代了根据旧日美安保条约(1951)签订的《日美行政协定》。